# Okada Takeru
Takeru Okada (sinh ngày 31 tháng 8 năm 1994) là một cầu thủ bóng đá người Nhật Bản.

## Sự nghiệp câu lạc bộ
Takeru Okada đã từng chơi cho Cerezo Osaka và AC Nagano Parceiro.